# 肱南観光バス
肱南観光バス株式会社（こうなんかんこうバス）は、愛媛県大洲市を中心に路線バス・観光バスを運行するバス会社である。現在の運行路線は空港リムジンバスのみだが、かつては大洲市のコミュニティバス「ぐるりんおおず」を運行していた。

## 概要
- 本社 - 愛媛県大洲市東大洲1134
- 事業 - 路線バス・観光バス事業、タクシー事業

## 沿革
- 2001年12月 - 松山空港へのリムジンバスの運行開始[1]。
- 2007年7月 - 一般乗合旅客自動車運送事業の許可取得[2]。
- 2009年1月 - 大洲市街地循環バス「ぐるりんおおず」運行開始。
- 2018年5月 - 大洲市街地循環バス「ぐるりんおおず」廃止。

## 現行路線

### リムジンバス
- JR八幡浜駅 - JR大洲駅 - 肱南バス車庫 - 内子インター口（五十崎口バス停） - 松山空港
  - 以前は完全予約制だったが、現在は定期運行になり予約は不要になっている。

## かつて運行していた路線

### 循環バス（ぐるりんおおず）
- 大洲病院前 - JR大洲駅前 - 松ヶ花 - 大洲駅前 - 大洲病院前
  - 2009年1月に大洲市より委託を受けて運行を開始した。大洲市の中心市街地を循環する路線で、左回りと右回りの2路線が運行されていた。運賃は一律100円に設定されていた。2018年5月31日をもって廃止。2019年1月11日より伊予鉄南予バスへ委託による運行再開。

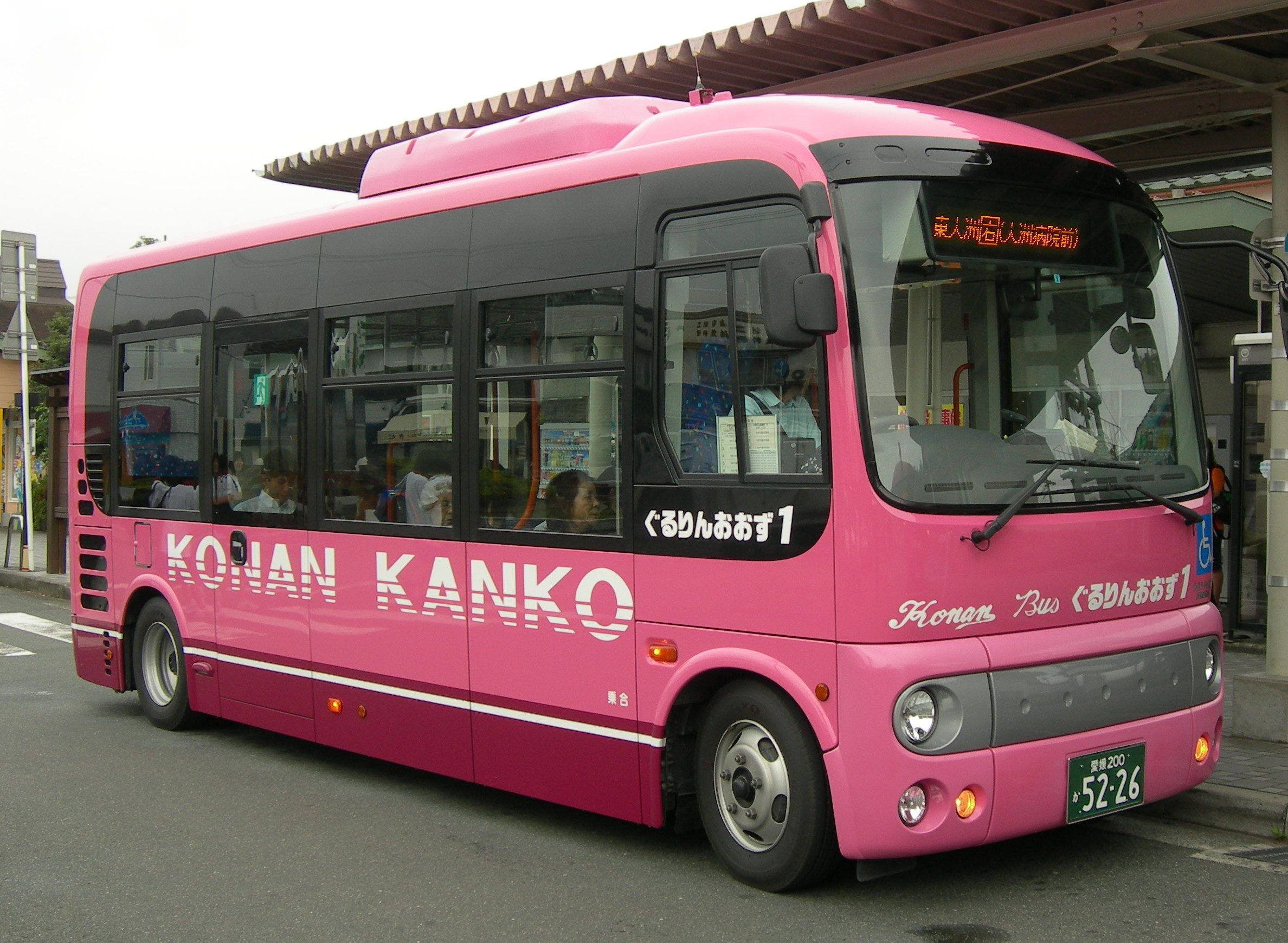
「ぐるりんおおず」の車両

## グループ会社
- 肱南トラベル